# Keramoti (Gemeindebezirk)
Der Gemeindebezirk Keramoti (griechisch Δημοτική Ενότητα Κεραμωτής Dimotikí Enótita Keramotís) ist einer von drei Gemeindebezirken der Gemeinde Nestos in der griechischen Region Ostmakedonien und Thrakien. Er ging im Rahmen der Verwaltungsreform 2010 aus der gleichnamigen Gemeinde hervor und ist in einen Stadtbezirk und drei Ortsgemeinschaften untergliedert.

## Lage
Der Gemeindebezirk erstreckt sich im Süden der Gemeinde Nestos über 117,576 Quadratkilometer. Nördlich grenzt Chrysoupoli an. Natürliche Grenzen sind im Westen der Golf von Kavala, im Süden die Straße von Thasos und im Osten der Nestos, der gleichzeitig die Grenze zur Gemeinde Topiros bildet.

## Gliederung
Die Gemeinde Keramoti (Dimos KeramotisΔήμος Κεραμωτής) war von 1997 bis 2010 eine Gemeinde der damaligen griechischen Präfektur Kavala mit dem Verwaltungssitz in der gleichnamigen Stadt. In Folge der Gemeindereform 1997 war sie aus dem Zusammenschluss von vier Landgemeinden entstanden. Mit der Verwaltungsreform 2010 wurde Keramoti mit Chrysoupoli und Topiros zur neuen Gemeinde Nestos fusioniert und bildet dort seither einen Gemeindebezirk. Dieser ist in einen Stadtbezirk und drei Ortsgemeinschaften untergliedert.
| Stadtbezirk Ortsgemeinschaft | griechischer Name            | Code     | Fläche (km²) | Einwohner 2001 | Einwohner 2011 | Dörfer und Siedlungen            |
| ---------------------------- | ---------------------------- | -------- | ------------ | -------------- | -------------- | -------------------------------- |
| Keramoti                     | Δημοτική Κοινότητα Κεραμωτής | 05020201 | 47,358       | 2111           | 2056           | Keramoti, Monastiraki, Chaidefto |
| Agiasma                      | Τοπική Κοινότητα Αγιάσματος  | 05020202 | 28,745       | 1158           | 0863           | Agiasma, Paralia Agiasmatos      |
| Nea Karya                    | Τοπική Κοινότητα Νέας Καρυάς | 05020203 | 23,268       | 1734           | 1426           | Nea Karya                        |
| Piges                        | Τοπική Κοινότητα Πηγών       | 05020204 | 18,205       | 1036           | 0770           | Piges                            |
| Gesamt                       | Gesamt                       | 050202   | 117,576      | 6039           | 5115           |                                  |

## Verkehr
Vom Fährenhafen der Stadt Keramoti existieren regelmäßige Verbindungen zur südlich gelegenen Insel Thasos. Auf dem Gebiet des Gemeindebezirks, etwa 11 Kilometer von Keramoti, liegt der internationale Flughafen Kavala.